# Лю Шифу

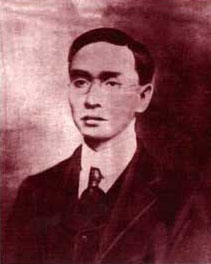
Шифу.

Лю Шифу (кит. 師復; наст. имя Лю Шаобинь) (1884—1915) — китайский революционер-анархист.

## Биография
Учился в Японии. Вернувшись в 1906 г. в Китай, готовил убийство командующего флотом Ли Чжуня. Однако бомба взорвалась преждевременно, ранив самого Шифу. После взрыва провел три года в тюрьме. Выйдя на свободу, организовал «Китайский террористический союз», осуществивший убийство маньчжурского генерала Фэншаня.
Изначально был соратником Сунь Ятсена, но затем разошёлся с тем во взглядах, обвинив в неправильном понимании социализма (сам Шифу считал, что «анархизм — это социализм, предусматривающий уничтожение правительства»). После революции 1911 г. основал «Общество совести» («Общество сознания») и «Общество кричащих во тьме» («Общество петуха, поющего в ночи»), издавал газету «Голос народа», основал издательство, публиковавшее анархистских классиков. Был популяризатором эсперанто.
Вследствие политических репрессий группа Шифу в 1914 г. вынуждена была перебраться из Кантона в Шанхай, где создала «Общество анархо-коммунистических товарищей», а сам её основатель умер от туберкулёза.
Сформулировал «двенадцать принципов анархиста»:
1. Не есть мясо.
2. Не пить алкоголь.
3. Не курить.
4. Не иметь слуг.
5. Не жениться.
6. Не пользоваться фамильным именем.
7. Не поступать на государственную службу.
8. Не ездить в паланкинах и на рикшах.
9. Не участвовать в парламентской деятельности.
10. Не вступать в политические партии.
11. Не служить в армии или флоте.
12. Не исповедовать религии.

## Источник
- Шифу.